# Blas Tomic
Radomiro Blas Tomic Errázuriz (5 de febrero de 1950) es un economista, ingeniero, investigador, consultor y político chileno, presidente del Metro de Santiago durante la primera parte de la primera administración de Michelle Bachelet.
Hijo de Radomiro Tomic Romero, parlamentario y candidato a la presidencia de la República en 1970, y ahijado de Eduardo Frei Montalva, presidente de Chile de 1964 a 1970, creció rodeado de la élite política falangista de su tiempo.

## Inicios
Estudió en el Colegio del Verbo Divino e ingeniería civil industrial en la Universidad de Chile, donde llegó a postular infructuosamente a la presidencia de la Federación de Estudiantes como representante de la DC en 1970. Un año después se sumó a la Izquierda Cristiana.
El golpe militar del 11 de septiembre de 1973 lo sorprendió trabajando en la estatal Codelco-Chile, hasta donde llegó siguiendo los pasos de su padre, quien laboró en el sector minero y fue un férreo partidario de la nacionalización del cobre.
Viajó luego al Reino Unido para cursar un Ph.D en desarrollo económico en la Universidad de Sussex. Al regresar a su país, entre 1979 y 1985, trabajó en la Cepal y en el Banco del Desarrollo.
Tras el ascenso de Patricio Aylwin al Gobierno, en 1990, fue nombrado director del Banco Interamericano de Desarrollo (BID) en Washington D. C.

## Alto ejecutivo
De nuevo en Chile se incorporó, en 1994, a la empresa de telecomunicaciones VTR, del grupo local Luksic.
En 1999 pasó, junto con el negocio de la televisión por cable, a la firma norteamericana United Global Com cuando esta adquirió una serie de activos a Luksic.
En la nueva etapa su gestión fue ampliamente elogiada. La compañía quintuplicó sus resultados (llegó a US$103 millones), pasó de 390 mil suscriptores de televisión por cable a más de un millón. En telefonía fija subió de 33 mil líneas a 350 mil y logró acaparar el 40 % del mercado de banda ancha.
A él también se le atribuye que VTR fuera la primera firma del mundo en entregar el servicio de telefonía fija por cable (1997) y pionera en Latinoamérica en ofrecer banda ancha a la par con Estados Unidos (2000).
También en 1999 se sumó a la campaña presidencial del socialista Ricardo Lagos, a quien conocía de la universidad y de la Cepal.
Pese a no tener un rol activo en el comando de Michelle Bachelet, esta lo nombró, a instancias de su ministro de Hacienda, Andrés Velasco, presidente del directorio del Metro de Santiago en 2006. Dejó la empresa un año después tras desatarse la crisis por la implementación del sistema de transporte Transantiago en medio de fuertes diferencias con algunos miembros del gabinete.
En mayo de 2011 fue nombrado director ejecutivo de la Fundación Imagen de Chile. Dos años después asumió un puesto en el directorio de Codelco-Chile por un periodo de cuatro años.